# Ramon Daumal i Serra
Ramon Daumal i Serra (Badalona, Barcelonès, 3 d'abril de 1912 - Barcelona, 10 de febrer de 2008) fou un sacerdot català, que va ser bisbe auxiliar de la Diòcesi de Barcelona.
Va estudiar en el Seminari Conciliar de Barcelona i més tard en la Universidad Pontifícia de Comillas. Fou ordenat sacerdot el 30 de juliol de 1939.
Exercirà de vicari en diverses parròquies de municipis catalans; el 1940 és destinat a Rubí on residirà fins a 1944, quan és nomenat vicari de Sant Vicenç de Sarrià fins a l'any 1948 quan entra a exercir a la Palma de Cervelló fins al 1952. Passarà després a Sabadell primer a la parròquia de la Puríssima Concepció on el 1954 serà nomenat rector, i posteriorment també de la parròquia de Sant Antoni de Pàdua. En aquesta població s'integrarà plenament desplegant tota una sèrie d'iniciatives com la revista Alba. Va ser membre de l'associació Unió Sacerdotal de Barcelona on va coincidir amb mn. Manuel Bonet i Muixí, mn. Casimir Martí i Martí, mn. Josep Maria Bardés i Huguet, mn. Ramon Buxarrais i Ventura, mn. Ramon Torrella Cascante, mn. Joan Batlles i Alerm, entre d'altres.
El 1963 retorna a Barcelona com a rector de la parròquia de Sants, i l'any 1968 el van nomenar rector de la parròquia de la Puríssima Concepció de Barcelona. A l'octubre d'aquest mateix any el nomenen bisbe auxiliar de Barcelona al costat de Josep Capmany i Casamitjana, Josep Maria Guix i Ferreres i Ramon Torrella Cascante sent arquebisbe de Barcelona Marcelo González Martín. Va continuar com a auxiliar amb l'arquebisbe Narcís Jubany.
Jubilat el 30 d'octubre de 1987, va passar a ser bisbe auxiliar emèrit de Barcelona. Fins a 1998 va ser president del Patronat de la residència sacerdotal de Sant Josep Oriol en la qual residia. Va morir a Barcelona el 10 de febrer de 2008 als 95 anys. Les seves restes reposen en la Cartoixa de Tiana.